# Talanga sexpunctalis
Talanga sexpunctalis is een vlinder uit de familie van de grasmotten (Crambidae), uit de onderfamilie van de Spilomelinae. De wetenschappelijke naam van deze soort is voor het eerst voorgesteld als Oligostigma sexpunctalis door Frederic Moore in een publicatie uit 1877.
De soort komt voor in India, Nepal, Bhutan, Myanmar, China, Cambodja, de Andamanen, Taiwan, de Filipijnen, Maleisië (Malakka, Sabah, Sarawak), Indonesië (Sulawesi, Sumatra, Borneo), Papoea-Nieuw-Guinea en Australië.